# Mistrzostwa Europy w Boksie 1934
IV Mistrzostwa Europy w Boksie (mężczyzn) odbyły się w dniach 11–15 kwietnia 1934 w Budapeszcie (Węgry). Startowało 74 uczestników z 13 państw, w tym ośmiu reprezentantów Polski. Walczono w 8 kategoriach wagowych.

## Klasyfikacja medalowa
| Klasyfikacja medalowa |            |   |   |   |       |
| Lp.                   | Państwo    |   |   |   | Razem |
| 1                     | Węgry      | 2 | 4 | 0 | 6     |
| 2                     | Anglia     | 2 | 0 | 1 | 3     |
| 3                     | III Rzesza | 1 | 1 | 2 | 4     |
| 4                     | Włochy     | 1 | 0 | 1 | 2     |
| 5                     | Austria    | 1 | 0 | 0 | 1     |
| 5                     | Finlandia  | 1 | 0 | 0 | 1     |
| 7                     | Polska     | 0 | 2 | 3 | 5     |
| 8                     | Szwecja    | 0 | 1 | 0 | 1     |
| 9                     | Norwegia   | 0 | 0 | 1 | 1     |

## Medaliści
| Kategoria:      | 1. miejsce                 | 2. miejsce                  | 3. miejsce                    |
| Waga musza      | Patrick Palmer · Anglia    | Frigyes Kubinyi · Węgry     | Szapsel Rotholc · Polska      |
| Waga kogucia    | István Énekes · Węgry      | Stig Cederberg · Szwecja    | Tadeusz Rogalski · Polska     |
| Waga piórkowa   | Otto Kästner · III Rzesza  | Dezső Frigyes · Węgry       | Mieczysław Forlański · Polska |
| Waga lekka      | Marino Facchin · Włochy    | Imre Harangi · Węgry        | Karl Schmedes · III Rzesza    |
| Waga półśrednia | David McCleave · Anglia    | István Varga · Węgry        | Ole Røisland · Norwegia       |
| Waga średnia    | Lajos Szigeti · Węgry      | Witold Majchrzycki · Polska | Alfredo Neri · Włochy         |
| Waga półciężka  | Hans Zehetmayer · Austria  | Roman Antczak · Polska      | Wilhelm Pürsch · III Rzesza   |
| Waga ciężka     | Gunnar Bärlund · Finlandia | Herbert Runge · III Rzesza  | Patrick Floyd · Anglia        |

## Występy Polaków
- Szapsel Rotholc (waga musza) wygrał w ćwierćfinale z Haraldem Freimuthem (Estonia), w półfinale przegrał z Patrickiem Palmerem (Anglia), a w walce o 3. miejsce wygrał walkowerem z Ionem Sandu (Rumunia) zdobywając brązowy medal
- Tadeusz Rogalski (waga kogucia) wygrał w ćwierćfinale z Sigundem Larsenem (Norwegia), w półfinale przegrał z Stigiem Cederbergiem (Szwecja), a w walce o 3. miejsce wygrał walkowerem z Ulderico Sergo (Włochy) zdobywając brązowy medal
- Mieczysław Forlański (waga piórkowa) wygrał w ćwierćfinale z Dumitru Iordanescu (Rumunia), przegrał w półfinale z Dezső Frigyesem (Węgry), wygrał walkę o 3. miejsce z Václavem Ulrichem (Czechosłowacja) zdobywając brązowy medal
- Janisław Sipiński (waga lekka) przegrał pierwszą walkę w ćwierćfinale z Imre Harangi (Węgry)
- Adam Seweryniak (waga półśrednia) przegrał pierwszą walkę w ćwierćfinale z Domenico Celegato (Włochy)
- Witold Majchrzycki (waga średnia) wygrał w ćwierćfinale z Blumem (Niemcy), w półfinale z Alfredo Neri (Włochy), a w finale przegrał z Lajosem Szigetim (Węgry) zdobywając srebrny medal
- Roman Antczak (waga półciężka) wygrał w ćwierćfinale z Istvánem Szabó (Węgry), w półfinale z Františkiem Havelką (Czechosłowacja), a w finale przegrał z Hansem Zehetmayerem (Austria) zdobywając srebrny medal
- Stanisław Piłat (waga ciężka) wygrał pierwszą walkę w eliminacjach z Károlym Gyorffym (Węgry), a w ćwierćfinale przegrał z Josefem Kopeckým (Czechosłowacja)